# Владимир Загородњук
Владимир Павлович Загородњук (рус. Владимир Павлович Загороднюк; Одеса, 31. мај 1889 — Сиднеј, 1976) био је руски умјетник, сценограф, костимограф и вајар.

## Биографија
Загородњук је рођен 31. маја 1889. године у црноморској луци Одеса, као син капетана трговачке флоте.

### Школовање
У Одеси је 1907. године завршио Реалну гимназију, а двије године касније и Умјетничку школу (1909). Од 1910. до 1913. године студирао је сликарство и вајарство у Школи лијепих умјетности у Паризу (фр. École Nationale des Beaux-Arts), у атељеу код професора Мариуса Жана Антонина Мерсијеа. Излагао је своје радове на изложби „Јесењег салона” у Паризу. Након студија се вратио у завичај, ради одслужења војног рока, те учешћа у Првом свјетском рату.

### Емигрант
Грађански рат и Октобарска револуција натјерали су око два милиона Руса да напусте своју домовину, а међу 70-ак хиљада оних који су се обрели у новоствореној југословенској краљевини, био је и тридесетједногодишњи Владимир.

### Костимограф и сценограф
У Краљевину Срба, Хрвата и Словенаца је дошао 1920. године, са првим таласом руских емиграната и одмах је добио намјештење. У почетку је радио као наставник цртања у руској школи у Панчеву, а на препоруку Леонида Браиловског, већ од 1921. године отпочео је службу сценографа и костимографа у београдском Народном позоришту, гдје се око Јована Билића окупило неколико врхунских умјетника руске школе декоративног сликарства.
До 1940. године као сценограф представа, инсцјенирао је 31 позоришно дјело, деветнаест драма и дванаест опера.
Прославио се када је за сцјенографију „Смрт мајке Југовића”, по Иви Војновићу, награђен трећом наградом на Интернационалној изложби декоративне умјетности и модерног дизајна 1925. у Паризу.
За сликарски рад у позоришту 1926. године је одликован Орденом Светог Саве 5. реда.

### Вајарски радови
Од 1927. године, отворио је сопствени атеље и додатно се посвјетио вајарским радовима. Учествовао је на многим конкурсима за израду монументалних радова на државним зградама и споменицима. Радио је на декорисању фасада јавних објеката и изради споменика у Београду, Ваљеву, Опленцу, Бељу, у сарадњи са архитектима, такође руским емигрантима Виктором Викторовичем Лукомским и Василијем Фјодоровичем Баумгартеном.
Помогао је око израде фигура сфинги од вјештачког камена поред степеништа испред Хотел „Авала“, на истоименој планини, који је урађен по пројекту Виктора Лукомског (1928).
Аутор је монументалне скулптуре „Самсон убија лава”, на улазу у Главну салу палате, или Велике ратне сале, у старој згради Генералштаба (1928).
За нову зграду филијале Државне хипотекарна банка у Сарајеву, саграђену 1930. године (од 1997. Централна банка БиХ), повјерена му је дефинитивна израда спољње и унутрашње вајарске обраде. Извео је двије порталне бронзане фигуре са лампионима, које алегорички приказују декоративну умјетност и архитектуру, а фасадним рељефима представио је трговину, богатство, морепловство, индустрију, пољопривреду итд.
Уз Живојина Лукића и Романа Верховскоja, један је од аутора скулптура на Споменику и спомен-костурници браниоцима Београда 1914–1918 (велики клесани орао са штитом српског грба), урађеном по нацрту познатог архитекте и вајара Романа Верховскоja. Споменик је подигнут 1931. на Новом гробљу у Београду.
Заслужан је и за декорацију зграде филијале Државне хипотекарне банке у Бањој Луци, касније Службе државног књиговодства, а сада Палате Републике, сједиште предсједника Републике Српске, подигнуто за вријеме Богољуба Кујунџића, трећег бана Врбаске бановине (од јануара 1935. до октобра 1937). Наиме, Загородњук је 24. априла 1937. године главни улаз у банку маркирао великим бронзаним фигурама, које представљају пар Крајишника, обучених у народну ношњу, украшену змијањском орнаментиком. Прва од њих, „Трговина”, са саруком (чалмом) око главе, са штапом и кантаром у рукама и врећом изобиља поред себе, постављена је десно од главног улаза. Друга фигура „Домаћинство”, са српом у руци, представља стопаницу. Сноп жита поред представља благостање, сједињење и друштвену слогу. Свака фигура тешка је по 600 килограма. Изливене су у Београду, у ливници Властимира Ђорђевића. На бронзаном постољу се налази монограм аутора. Кипови испред зграде су постали неизбјежни симболи града, а већ деценијама су омиљени оријентир и састајалиште младих.
За израду фасаде је ангажовао најпознатијег мајстора за фасаде у Краљевини, умјетника Ђорђа Петраша. Дуж цијеле фасаде постављени су декоративни међупрозорски рељефи, које је урадио према скицама његовог сународника Степана Колесникова, Међупрозорски рељефи, нажалост, сви – осим оног изнад главног улаза, фрагмент „Адам и Ева”, тешко су оштећени септембра 1944, у току Друге бањалучке операције. Њихови остаци, разбацани по тавану палате, стајали су на тавану зграде, до земљотреса 1969. године, па су при обнови зграде уклоњени.
Аутор је рељефа на спољашњој фасади и ентеријеру, као и скулптура на згради филијале Државне хипотекарне банке (данас филијала пореске управе) у центру Ваљева, подигнуте 1939, коју су пројектовали Василије Баумгорски и Велимир Јанковић.
Над улазом у банку налази се рељефна композиција, на чијој средини је приказ женске фигypе, која седи на уздигнутом постаменту, под крошњом дрвета, са Ескулапијевим скиптаром и змијама у лијевој руци. Са њене лијеве стране је девојка са преслицом, која представља суђају, а са десне је дјевојка са тасом, персонификација правде. Обије дјевојке су постављене у подножју постамента и обучене су у народну одећу. Са крајње десне стране су два ковача са зупчаником, персонификација индустрије, а са лијеве човек и жена који носе корпу с гpожђем, персонификације пољопривреде. На дужој фасади је други рељеф, персонификација благостања, која у руци држи модел згpаде банке. На лијевој страни рељефа се налази клесар, иза кога је радник који доноси џак, са материјалом за зидање банке. На десној страни је радник, који користи држаљу, вјероватно лопате, док испред њега повијен радник подиже камен. Овај радник се наслања на камен у десном доњем углу композиције, на којем је урезана латинично слово „З”, потпис вајара. На улазу у шалтер салу постављени су с обе стране целофигypални бронзани рељефи у природној величини, који представљају Илију Бирчанина и Алексу Ненадовића. Поред потписа аутора, уписане су и године извођења радова 1938. и 1939.
Аутор је архитектонске пластике на згради Патријаршије у Београду, по пројекту Виктора Лукомског (1934—1935). Израдио је рељефни грб, који се налази изнад полукружног улаза у зграду Патријаршије, са два анђела овенчана, архијерејском митром.
Радио је рељеф у металу са представом „Игра” - наги пар у игри у медаљону, на украсној решетци, од бронзе и кованог гвожђа, постављеној изнад улаза у Биоскоп „Београд” (од 1975. Позориште на Теразијама), у Палати пензионог фонда (1939), по пројекту Григорија
Самојлова.
Израдио је импост-капителе са плитким рељефима симбола јеванђелиста, на стубовима, у тремовима цркве цркве Светог Марка, у северозападном делу Ташмајданског парка, према пројекту архитеката Петра и Бранка Крстића (1938).
Такође је радио рељефе у Балканској улици бр. 44, Кнеза Милоша бр. 56, Молеровој бр. 78, на згради Дома инвалида, на углу Савског трга бр. 9, Немањине бр. 1, Вука Караџића бр. 11, у Београду.

### Изложбе
Налазио се у групи од 26 руских умјетника који су маја 1928. године изложили око 300 својих радова у Згради Официрског дома, месец дана прије него што је оформљено Друштво руских ујметника у Југославији, под покровитељством Владе Југославије, на челу са министром културе Миланом Гролом.
Заједно са члановима Друштва је излагао у оквиру Салона архитектуре и Умјетничке групе „Круг” (1930, 1931). Учествовао је на Првој изложби позоришног сликарства (1938) у Београду, гдје је изложио нацрте за сценографије за Вагнеров „Лоенгрина”, Маснеовог „Дон Кихота”, Пучинијев „Турандот”, Сен-Сансовог „Самсона и Далилу”, Росинијеву „Атилију”, Пиранделовог „Хенрика IV”, Шекспировог „Хамлета” и Димитријевићев „Вечити Вавилон”.

### Други свјетски рат
Током Другог свјетског рата, радио је декорацију у представама: Гетеова „Стела”, у режији Боривоја Јевтића (премијера 22. мај 1943), Гетеова „Ифигенија на тауриди”, у режији Александра Верешчагина (премијера 5. март 1944).
Заједно са другим руским емигрантима учествовао је на ујметничким изложбама, лета 1942. и 1943. године, у Павиљону „Цвијета Зузорић” на Калемегдану, на децембарским изложбама 1943. у организацији Руског дома.

### Послератни период
Након рата имао је изузетну улогу у обнављању Народног позоришта. Ријешењем од 12. новембра 1949. добитник је Ордена рада III реда.
Године 1950. године дао је отказ у Народном позоришту и отпутовао је у Аустралију. Тамо је провео посљедње двије и по деценије живота, бавећи се иконописом. Умро је 1976. године у Сиднеју, гдје је и сахрањен.
Своје позоришне скице завјештао је Музеју позоришне умјетности.
Његова дјела су била заступљена у групи руских умјетника на изложби 50 година сцене и костима, организованој у Музеју примјењених умјетности, 2007. године.